# Terminservicestelle
Terminservicestellen dienen in Deutschland der zeitnahen Vermittlung von Terminen bei niedergelassenen Fachärzten und Psychotherapeuten bei Vorliegen einer Überweisung. Sie werden von den Kassenärztlichen Vereinigungen betrieben. Ihre Einrichtung zum 23. Januar 2016 wurde durch das GKV-Versorgungsstärkungsgesetz gesetzlich verankert.

## Vermittlungsanspruch
Die rechtliche Grundlage der Terminservicestelle bildet § 75 Abs. 1a SGB V. Soweit das GKV-Versorgungsstärkungsgesetz die Parteien ermächtigt hat, präzisiert Anlage 28 zum Bundesmantelvertrag für Ärzte die rechtliche Grundlage.
Anspruch auf eine Terminvermittlung haben alle gesetzlich versicherten Patienten, die eine Überweisung zu einem Facharzt haben. Für Terminanfragen für Augen- und Frauenärzte ist keine Überweisung erforderlich. Voraussetzung für eine Terminvermittlung zur Akutbehandlung bei einem Psychotherapeuten ist es, dass ein Therapeut die Behandlung empfohlen haben muss. Die Terminservicestelle muss den Anrufenden innerhalb einer Woche einen Behandlungstermin bei einem Facharzt anbieten. Die Wartezeit zwischen dem Anruf bei der Terminservicestelle und dem zu vermittelnden Termin darf nicht mehr als vier Wochen betragen. Von dieser 4-Wochen-Frist sind alle Routine- und Vorsorgeuntersuchungen sowie Bagatellerkrankungen ausgenommen. Sofern eine Terminvermittlung in dieser Frist nicht möglich ist, muss die Terminservicestelle dem Versicherten innerhalb einer Woche einen Behandlungstermin in einem Krankenhaus anbieten.
Den Versicherten muss ein Facharzttermin in zumutbarer Entfernung angeboten werden. Bei Ärzten der allgemeinen fachärztlichen Versorgung darf die Anreise mit öffentlichen Verkehrsmitteln maximal 30 Minuten länger dauern als zum nächstgelegenen Facharzt. Bei Ärzten der spezialisierten und gesonderten fachärztlichen Versorgung ist ein Plus von 60 Minuten zumutbar.

## Umsetzung durch die Kassenärztlichen Vereinigungen
Die Terminservicestellen werden von den 17 Kassenärztlichen Vereinigungen betrieben. Bundeseinheitliche Vorgaben hinsichtlich der Umsetzung gibt es nicht, sodass in den KV-Gebieten zu unterschiedliche Verfahren zur Anwendung kommen.
Das am weitesten verbreitete Verfahren ist die Nutzung einer elektronisch unterstützten Webanwendung („eTerminservice“), die im Auftrag der Kassenärztlichen Bundesvereinigung programmiert wurde. Über dieses Portal können Arztpraxen – zumeist auf freiwilliger Basis – Termine einstellen, die dann durch die Terminservicestellen vergeben werden können. Zum Nachweis ihres Vermittlungsanspruchs erhalten die Patienten vom Hausarzt oder Facharzt mit der Überweisung einen speziellen zwölfstelligen Code, den sie beim Anruf bei der Terminservicestelle angeben müssen. Derzeit nutzen 11 Kassenärztliche Vereinigungen dieses Portal.
Die Unterschiede in der Umsetzung sind in der folgenden Tabelle dargestellt.
| Kassenärztliche Vereinigung | Erreichbare Stunden pro Woche | Meldepflicht der Fachärzte | Terminvergabe durch                                                                   | Nutzung des Webportals eTerminservice                                |
| --------------------------- | ----------------------------- | --- | ------------------------------------------------------------------------------------- | -------------------------------------------------------------------- |
| Baden-Württemberg           | 36 Std.                       | freiwillig | Terminservicestelle                                                                   | Ja                                                                   |
| Bayern                      | 37 Std.                       | freiwillig | Terminservicestelle                                                                   | Nein                                                                 |
| Berlin                      | 25 Std.                       | freiwillig | Terminservicestelle                                                                   | Ja                                                                   |
| Brandenburg                 | 10 Std.                       | freiwillig | Terminservicestelle                                                                   | Ja                                                                   |
| Bremen                      | 16 Std.                       | freiwillig | Terminservicestelle                                                                   | Ja                                                                   |
| Hamburg                     | 45 Std.                       | Je Facharzt müssen 1–2 Termine pro Monat gemeldet werden                                                                                           | Terminservicestelle                                                                   | Ja                                                                   |
| Hessen                      | 33 Std.                       | freiwillig | Terminservicestelle                                                                   | Ja                                                                   |
| Mecklenburg-Vorpommern      | 16 Std.                       | freiwillig | Terminservicestelle                                                                   | Nein                                                                 |
| Niedersachsen               | 50 Std.                       | Pro Facharzt können bis zu 24 Termine pro Quartal von den Honorarbegrenzungen ausgenommen werden. Dies soll Fachärzte zur Terminmeldung ermuntern. | Terminservicestelle                                                                   | Ja                                                                   |
| Nordrhein                   | 25 Std.                       | freiwillig | Terminservicestelle                                                                   | Geplant                                                              |
| Rheinland-Pfalz             | 47 Std.                       | freiwillig | Terminservicestelle                                                                   | Ja                                                                   |
| Saarland                    | 15 Std.                       | freiwillig | Terminservicestelle                                                                   | Nein                                                                 |
| Sachsen                     | 23 Std.                       | freiwillig | Terminservicestelle                                                                   | Nein                                                                 |
| Sachsen-Anhalt              | 17 Std.                       | freiwillig | Terminservicestelle                                                                   | Ja                                                                   |
| Schleswig-Holstein          | 27 Std.                       | Terminservicestelle weist Überweisungsfälle nach einem Verteilungsalgorithmus zu                                                                   | Terminservicestelle nennt Facharztpraxis – Terminvereinbarung erfolgt durch Patienten | Nein, nutzt aber Überweisungscode und Überweisungscode-Verifizierung |
| Thüringen                   | 15 Std.                       | Je Facharzt müssen 2 Termine pro Monat gemeldet werden                                                                                             | Terminservicestelle                                                                   | Ja                                                                   |
| Westfalen-Lippe             | 25 Std.                       | freiwillig | Terminservicestelle                                                                   | Ja                                                                   |

## Inanspruchnahme
Die Kassenärztliche Bundesvereinigung hat nach 100 Tagen ein erstes Zwischenfazit gezogen. Zur exakten Inanspruchnahme liegen ihr nur Zahlen für die elf KVen vor, die das Webtool eTerminservice nutzen. Rechnet man diese Daten auf das Bundesgebiet hoch, so haben die Terminservicestellen in den ersten 100 Tagen 31.500 Facharzttermine vermittelt. Dies entspricht etwa 525 Terminbuchungen pro Werktag. Die Nachfrage der Patienten steigt stetig, bleibt jedoch bisher hinter den Erwartungen zurück. Am stärksten nachgefragt waren Termine bei Internisten und Neurologen.

## Kritik
Die Einrichtung der Terminservicestellen wird insbesondere von den Kassenärztlichen Vereinigungen abgelehnt. Nach ihrer Ansicht seien die Wartezeiten in Deutschland verhältnismäßig gering und die zeitnahe Vergabe von Facharztterminen funktioniere zumeist auch ohne die Terminservicestellen. Die Terminservicestellen seien daher unnötige und kostspielige Bürokratie.
Die Patientenbeauftragte der Bundesregierung, Ingrid Fischbach, übte Anfang 2018 Kritik an den Kassenärztlichen Vereinigungen, dass die Terminservicestellen bei Testanrufen während der Öffnungszeiten teilweise nicht zu erreichen seien.